# Didymella prominula
Didymella prominula är en svampart som först beskrevs av Speg., och fick sitt nu gällande namn av Piroz. & Morgan-Jones 1968. Didymella prominula ingår i släktet Didymella, ordningen Pleosporales, klassen Dothideomycetes, divisionen sporsäcksvampar och riket svampar.   Inga underarter finns listade i Catalogue of Life.